# Andres Mustonen
Andres Mustonen (ur. 1 września 1953 w Tallinnie) – estoński dyrygent i skrzypek.

## Życiorys
W 1972 ukończył tallińską średnią szkołę muzyczną, a w 1977 Konserwatorium w Tallinnie w klasie skrzypiec Endela Lippusa. Następnie studiował w Australii i Holandii. Specjalizuje się w muzyce dawnej i prowadzi kursy mistrzowskie i wykłady w Estonii i za granicą
.
Jest znanym wykonawcą dzieł takich kompozytorów jak: Johann Sebastian Bach, Wolfgang Amadeus Mozart, Anton Bruckner, Manuel Cardoso, Dmitrij Szostakowicz, Georg Philipp Telemann i Heinrich Schütz. W jego repertuarze znajdują się także kompozycje kompozytorów uprawiających współczesną muzykę awangardową, m.in. Krzysztof Penderecki, Sofija Gubajdulina, Wałentyn Silwestrow i Gia Kanczeli.
Współpracował z wieloma wiodącymi orkiestrami, m.in. Tchaikovsky Symphony Orchestra, Moscow State Academic Symphony Orchestra, orkiestra kameralna Musica Viva i Symphonieorchester des Bayerischen Rundfunks oraz z Tallinn Philharmonic i Estonian National Symphony Orchestra. Występował z wieloma artystami światowej sławy, taki jak Gidon Kremer, Tatiana Grindenko, Natalija Gutman. 
Otrzymał wiele nagród, zaszczytów i wyróżnień. W 1998 został uhonorowany estońskim Orderem Gwiazdy Białej IV Klasy.